# Ojo Zarco, Xalapa
Ojo Zarco är en ort i Mexiko.   Den ligger i kommunen Xalapa och delstaten Veracruz, i den sydöstra delen av landet, 240 km öster om huvudstaden Mexico City. Ojo Zarco ligger 1 147 meter över havet och antalet invånare är 101.
Terrängen runt Ojo Zarco är kuperad. Runt Ojo Zarco är det mycket tätbefolkat, med 3 369 invånare per kvadratkilometer. Närmaste större samhälle är Xalapa, 6,3 km väster om Ojo Zarco. I omgivningarna runt Ojo Zarco växer huvudsakligen savannskog.